# Protagonisti dell'autonomia valdostana
L'analisi degli eventi che hanno portato all'autonomia in Valle d'Aosta, non possono prescindere dalla conoscenza delle persone, provenienti da vari ambienti e occupazioni, che hanno ispirato e sviluppato con instancabile tenacia gli ideali autonomisti e federali di cui la piccola regione alpina è stata pioniera.

## Auguste Petigat (1885-1958)
Originario di Villeneuve, emigrato a Parigi, fu tra i principali preti e giornalisti a difendere gli interessi degli emigranti valdostani in Francia e l'utilizzo della lingua francese in Valle d'Aosta, anche se tra moderata opposizione e pragmatismo sotto il fascismo e la sua politica di italianizzazione forzata. Collaborò anche con l'autonomista Émile Chanoux. Nel 1945 si schierò apertamente per l'annessione della Valle alla Francia, non credendo al progetto autonomista dell'Assemblea costituente italiana, salvo poi dimettersi dai ruoli più attivi del comitato annessionista, mantenendo una costante ambiguità tra i due fronti. Nel 1948 venne processato con altri separatisti valdostani filo-francesi per aver operato il distacco della Valle dall'Italia, ma fu poi prosciolto dalle accuse.

## Aimé Berthet (1913-1971)
Originario di Cogne, fu tra i fondatori dell'Union Valdôtaine. Fu membro della Democrazia Cristiana rappresentando in questo partito la corrente più sensibile ai valori valdostani. Assessore regionale all'istruzione pubblica dal 1949 al 1954, si occupò in particolare della promozione della lingua francese. Senatore della Repubblica dal 1968 al 1972, è autore di importanti studi storici sulla Valle d'Aosta.

## Lino Binel (1904-1981)
Nato a Champdepraz, entrò in contatto con ambienti antifascisti a Milano, sede dei suoi studi universitari al Politecnico, e fece parte di una cellula comunista. Aderì nel 1927 alla Jeune Vallée d'Aoste, società antifascista per la difesa del particolarismo valdostano. Resistente della prima ora, fu arrestato dalle milizie fasciste nel 1944 insieme a Émile Chanoux e deportato in Germania. Dopo la fine della guerra, fu membro del primo Conseil de la Vallée/Consiglio regionale della Valle d’Aosta fino al 1949, poi si allontanò dalla politica (salvo una piccola parentesi nel 1953). Ritrovò il gusto di occuparsi della Valle d'Aosta durante i suoi ultimi anni.

## Can. Joseph Bréan (1910-1953)
Amico dell'abate Joseph-Marie Trèves e di Émile Chanoux, due tra le più importanti figure del movimento autonomista valdostano, di cui egli scrisse la biografia, fu brillante oratore, giornalista e saggista. Fu l'apostolo della gioventù valdostana, che seppe riunire nel circolo Cercle de la Culture Valdôtaine. Il suo pensiero regionalista di ispirazione cattolica è espresso soprattutto nella sua opera La civilisation alpestre.

## Séverin Caveri (1908-1977)
Fu il protagonista della vita politica valdostana nei primi vent'anni di autonomia. Membro della Jeune Vallée d'Aoste, società valdostana antifascista, nel 1928, si rifugiò in Svizzera dal 1943 al 1945, non partecipando attivamente alla lotta di resistenza al contrario di Émile Chanoux, martire della Resistenza valdostana, e di Frédéric Chabod. Dopo la liberazione, fu presidente dell'Union Valdôtaine fino al 1973. Membro del primo Consiglio regionale della Valle d’Aosta/Conseil de la Vallée, fu presidente regionale dopo le dimissioni di Federico Chabod fino al 1954, e in seguito deputato al Parlamento dal 1958 al 1963 e presidente del Consiglio regionale nel 1975. Lo storico valdostano Lin Colliard scrisse di lui: "Sarà ricordato come una delle principali personalità politiche della nostra regione nel XX secolo, e uno dei migliori rappresentanti del nostro pensiero laico".

## Frédéric Chabod (1901-1960)
Nato ad Aosta, partigiano, professore universitario di fama internazionale e membro del Partito d'Azione fu il primo presidente della Valle, nonché colui che ottenne per conto del CLN l'autonomia valdostana, trattando con Roma. Durante la rivolta di Aosta del 26 marzo 1946 fu violentemente percosso nel suo ufficio dai manifestanti annessionisti fomentati dai servizi segreti francesi e minacciato di defenestrazione poiché, come presidente della Valle, si rifiutò di firmare un decreto per svolgere un plebiscito. Provato dai continui attacchi provenienti da più parti si dimise dalla presidenza del Consiglio della Valle il 17 ottobre 1946 e da quella data inizierà il suo "esilio" dalla Valle, in cui era ingiustamente trattato da molti alla stregua di un traditore della causa valdostana.

## Émile Chanoux (1906-1944)
Nato in una frazione di Valsavarenche, notaio partigiano e antifascista, fu vicepresidente della La jeune Vallée d'Aoste. Partecipò al Convegno Clandestino di Chivasso del 19 dicembre 1943 insieme a Chabod; al notaio si deve l'inserimento della questione autonomista nell'ambito dell'ordinamento dello Stato italiano. Fu autore di Federalismo e Autonomie, che resta ancora oggi uno dei documenti fondamentali per l'autonomismo della Valle d'Aosta.

## Albert Deffeyes (1913-1953)
Aderì nel 1927 alla società antifascista valdostana La jeune Vallée d'Aoste. Dal 1925 fu uno dei principali membri dell'Union Valdôtaine, e suo ideologo. Eletto consigliere regionale nel 1949, il 21 maggio successivo fu nominato assessore regionale al turismo, antichità e belle arti. La piazza del Palazzo Regionale di Aosta porta il suo nome, così come un rifugio nel vallone de La Thuile.

## Can. Maxime Durand (1885-1966)

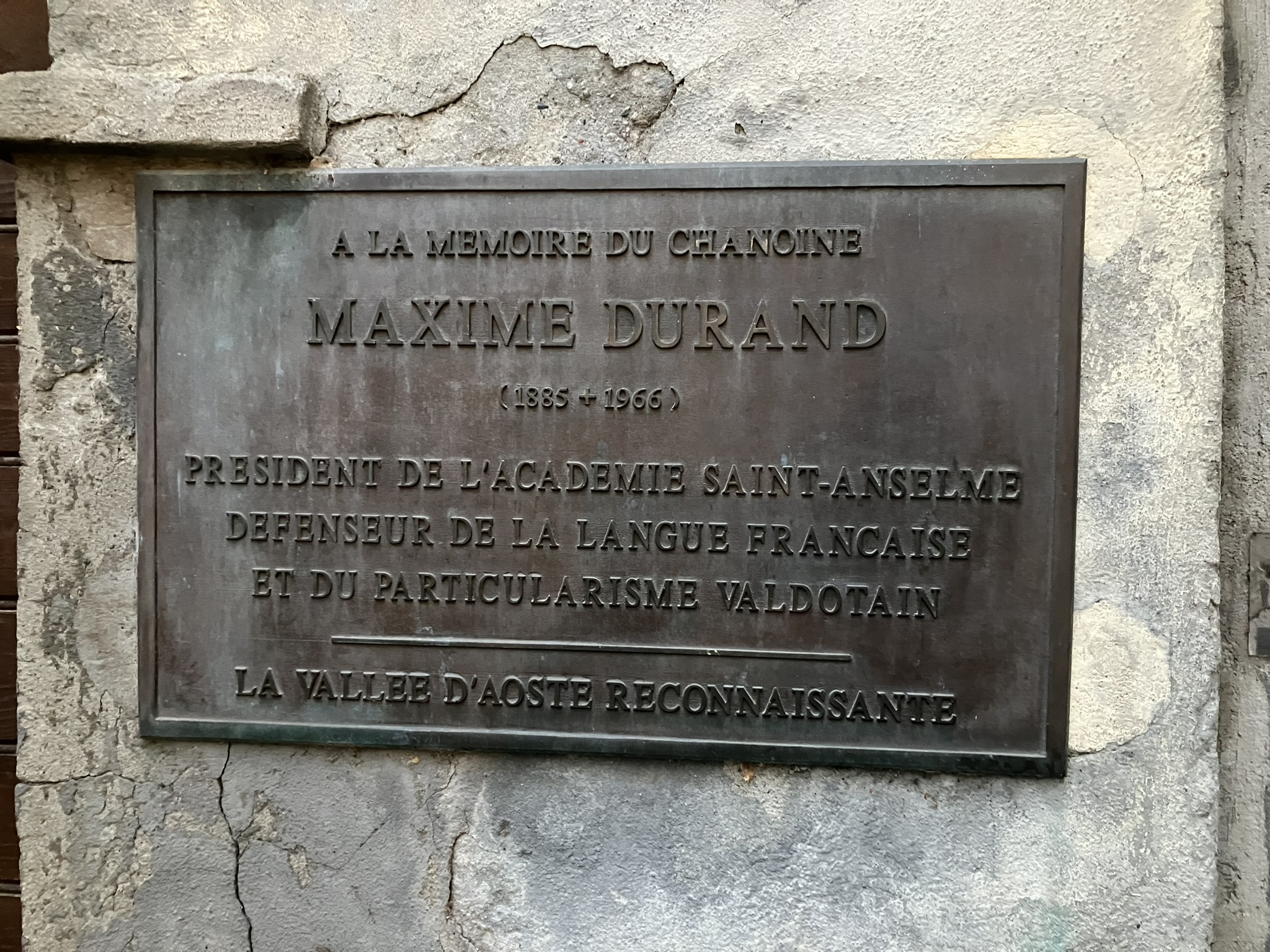
Targa dedicata a Maxime Durand vicino alla chiesa di Saint-Laurent, a Aosta.

Fu un accanito polemista, sempre in prima linea per la difesa della lingua francese e del particolarismo valdostano. Presidente dell'Académie Saint-Anselme ad Aosta dal 1956 al 1966, seppe suscitare l'amore per i valori valdostani nelle nuove generazioni.

## César Ollietti (Mésard) (1918-1948)
Prese il comando della Resistenza valdostana dopo la morte di Émile Chanoux. In principio condivise gli umori separatisti, e fu sostenitore dell'annessione alla Francia. Il suo ripensamento, favorito dall'opera di persuasione del maggiore Augusto Adam, fu determinante per la prevalsa del partito pro-italiano.

## Ernest Page (1888-1969)
L'amore per la lingua francese e per la Valle d'Aosta l'hanno guidato durante tutta la sua vita. Fu vice presidente della Ligue valdôtaine e uno dei primi membri della Jeune Vallée d'Aoste, i due principali movimenti per la difesa dell'identità valdostana durante il fascismo. Partecipò insieme a Émile Chanoux all'Incontro di Chivasso del 19 dicembre 1943. Separatista nel 1944-45, fu tra i membri fondatori dell'Union valdôtaine e membro del primo Conseil de la Vallée/Consiglio regionale della Valle d'Aosta. Eletto assessore alla pubblica istruzione dal 1946 al 1948 e senatore della Repubblica dal 1948 al 1952, si adoperò per diffondere tra i giovani valdostani l'amore per il francese e per la petite patrie (la "piccola patria", come i Valdostani definiscono la loro regione).

## Alessandro Passerin d'Entrèves (1902-1985)
Nominato prefetto all'indomani della liberazione, si adoperò insieme a Federico Chabod per respingere i tentativi di annessione alla Francia, sostenendo attivamente il progetto autonomista all'interno dello Stato italiano. Membro del primo Conseil de la Vallée/Consiglio regionale della Valle d'Aosta nel 1946, fu presto costretto alle dimissioni per i suoi impegni universitari. Di ritorno in Italia dopo un lungo periodo di insegnamento a Oxford, seguì attivamente l'evoluzione degli eventi in Valle d'Aosta, con attenzione particolare all'aspetto culturale e alla difesa del francese, cui dedicò numerosi articoli sulla Stampa, raccolti nei suoi libri Scritti sulla Valle d'Aosta e Les bornes du royaume (che significa I confini del regno).

## Mgr. Jean-Joconde Stévenin (1865-1956)
Originario di una famiglia di Gaby di origine tedesca, può essere definito il Don Sturzo valdostano. Fu infatti l'anima del Partito Popolare regionale, e contribuì all'ideale regionalista e di decentramento amministrativo. Il suo convinto spirito autonomista lo portò a essere, ancora nel 1945, una delle principali personalità della regione. Redasse uno dei primi abbozzi di Statuto speciale.

## Maria Ida Viglino (1915-1985)
Professoressa di matematica e preside nelle scuole valdostane, partecipò attivamente alla Resistenza e svolse un ruolo chiave dopo la Liberazione: fu infatti uno dei membri della delegazione valdostana che si recò a Torino e a Milano nel maggio 1945, al fine di ottenere l'autonomia, come presidente della sezione  Comitato di Liberazione Nazionale (C.L.N.). Fu membro del primo Consiglio regionale della Valle d’Aosta/Conseil de la Vallée nel 1946, incarico che lasciò ben presto per tornare a dedicarsi all'insegnamento. Fu eletta assessore regionale tecnico all'istruzione pubblica nel 1953-54, e, dopo il suo rientro in politica, consigliera regionale nel 1972. il 28 dicembre 1973 assunse la carica di assessore regionale alla pubblica istruzione, che mantenne fino al 1983. Esemplare per coscienziosità e onestà, fu determinante per l'insegnamento della lingua francese e per lo sviluppo della cultura valdostana. A Maria Ida Viglino, proprio per il suo impegno per l'istruzione valdostana, sono dedicate alcune istituzioni scolastiche valdostane e il salone delle manifestazioni del Palazzo regionale.